# الخرب (المخادر)

تعديل مصدري - تعديل

الخرب محلة تابعة لقرية الدخلة، التابعة لعزلة بني سرحة بمديرية المخادر إحدى مديريات محافظة إب في الجمهورية اليمنية، بلغ تعداد سكانها 99 حسب تعداد اليمن لعام 2004.